# Elmo Hope
Elmo Sylvester Hope (New York, 27 giugno 1923 – New York, 19 maggio 1967) è stato un pianista, compositore e arrangiatore statunitense.

## Biografia
Figlio di immigrati caraibici, iniziò a suonare il pianoforte all'età di sette anni, fu amico d'infanzia del pianista Bud Powell con cui condivise la passione per la musica classica.
Dal 1938 iniziò a esibirsi in concerti con il piano classico (vincendo anche alcuni premi) ma trovando ostacoli per una seria carriera musicale come concertista optò per la musica jazz.
Dopo aver suonato in piccole e sconosciute formazioni, fu ingaggiato dal 1948 al 1951 nel gruppo del trombettista Joe Morris in cui militavano oltre il sassofonista Johnny Griffin anche Percy Heath e Philly Joe Jones, con gli ultimi due musicisti formò la Elmo Hope Trio che incise il suo primo album solistico per la Blue Note Records nel 1953.
Successivamente suonò (sia a New York che nella West Coast) come turnista di studio (parallelamente continuando, ogni tanto, a registrare albums a proprio nome) per Clifford Brown, Sonny Rollins, Lou Donaldson, Jackie McLean, Curtis Counce, Chet Baker e Harold Land, tra gli altri.
Sposatosi nel 1960 in California con la pianista Bertha Rosemond (con cui inciderà l'album Hope-Full), i coniugi Hope in seguito si trasferirono definitivamente a New York.
La carriera (e soprattutto la salute) del pianista, rovinata nel corso degli anni da abusi e incarcerazioni per droga, ebbe l'epilogo nel 1966, con la sua ultima esibizione in pubblico alla Judson Hall di New York.
Ricoverato in ospedale per polmonite alla fine di aprile 1967, morì poco tempo dopo per un attacco cardiaco.

## Discografia
Album
- 1953 – New Faces-New Sounds (Blue Note Records, BLP 5029) a nome Elmo Hope Trio
- 1954 – Elmo Hope Quintet Volume 2 (Blue Note Records, BLP 5044) a nome Elmo Hope Quintet
- 1955 – Meditations (Prestige Records, PRLP 7010) a nome Elmo Hope Trio
- 1956 – Hope Meets Foster (Prestige Records, PRLP 7021) a nome Elmo Hope Quartet and Quintet
- 1956 – Informal Jazz (Prestige Records, PRLP 7043) a nome Elmo Hope Sextet
- 1960 – With Frank Butler and Jimmy Bond (HiFi Records, J 616)
- 1961 – High Hope! (Beacon Records, LP #401) a nome Elmo Hope Trio
- 1961 – Homecoming! (Riverside Records, RLP 9381) a nome Elmo Hope Sextet and Trio
- 1962 – Here's Hope! (Celebrity Records, LP 209) a nome Elmo Hope Trio
- 1962 – Hope-Full (Riverside Records, RLP 9408) a nome Elmo Hope Solo Piano and Duo Piano with Bertha Hope
- 1963 – Sounds from Rikers Island (Audio Fidelity Records, AFLP 2119) a nome Elmo Hope Ensemble
- 1977 – Last Sessions (Inner City Records, IC 1018)
- 1977 – Last Sessions Vol. 2 (Inner City Records, IC 1037)
- 1992 – Elmo Hope Plays His Original Compositions (Fresh Sound Records, FSR-CD 181) raccolta, a nome Elmo Hope Trio